# Toby Winema Riddle
Toby Riddle, detta Winema (1848 – 1920), è stata una diplomatica e interprete nativa americana della tribù Modoc.
Ebbe un ruolo importante, nei negoziati tra i nativi della tribù Modoc e l'Esercito degli Stati Uniti durante la guerra Modoc (conosciuta anche come guerra dei Lava Beds). 

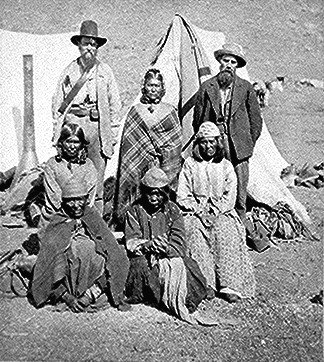
Winema (Toby Riddle) tra un agente indiano e suo marito Frank (alla sua sinistra) con altre donne modoc nel 1873

Toby Riddle era cugina di Kintpuash, il capo della tribù Modoc al tempo della guerra Modoc, e aveva sposato Frank Riddle, un colono bianco, che era emigrato dal Kentucky alla California durante la Corsa all'oro californiana. Winema ebbe il ruolo di interprete e mediatrice tra il Generale Edward Canby e Kintpuash, durante i negoziati tenutisi alla fine del conflitto. Dopo aver appreso di un piano Modoc volto all'assassinio di Canby, Toby Riddle avvertì il generale che l'attentato sarebbe avvenuto durante un incontro ai Lava Beds, ma egli ignorò l'avvertimento e venne ucciso.
Frank, Toby e il loro figlio vissero in seguito nei pressi della Riserva di Klamath, dove i loro discendenti vivono tuttora.
Diversi toponimi devono il proprio nome a Toby Riddle, come ad esempio la Winema National Forest.